# Conseil des arts de Montréal
Le Conseil des arts de Montréal est un organisme public montréalais fondé en 1956 dont la mission est de soutenir les organismes artistiques professionnels de l'île de Montréal qui évoluent dans les secteurs des arts du cirque, des arts numériques, des arts visuels, du cinéma et de la vidéo, de la danse, de la littérature, de la musique, des nouvelles pratiques artistiques et du théâtre.
Les bureaux sont situés, depuis février 2009, dans l'édifice Gaston-Miron (ancienne bibliothèque centrale de Montréal) au 1210 rue Sherbrooke Est, face au Parc Lafontaine.

## Historique
Le Conseil des arts de la région métropolitaine de Montréal fut fondé le 18 avril 1956. Il est devenu le Conseil des arts de Montréal en 2002 lors des réorganisations municipales québécoises.